# Henri Michaux
Henri Michaux (24. května 1899 – 19. října 1984) byl belgicko-francouzský malíř, spisovatel a básník.

## Život
Vystudoval jezuitskou střední školu, kde ho ovlivnil jezuitský mysticismus. Zde začal psát první básně. Po maturitě se prohloubil jeho zájem o mysticismus, uvažoval dokonce o studiu teologie, na přání otce však začal studovat medicínu. Již po roce (roku 1920) však studia opustil. Stal se topičem na francouzské obchodní lodi. Opustil ji zhruba za rok, pár dní před tím, než se potopila. Poté nastoupil vojenskou službu, byl však brzy propuštěn kvůli srdeční vadě. Při jejím léčení začal znovu psát básně. V té době také začal trpět depresemi.
Roku 1924 odešel do Paříže. Zde se živil jako nakladatelský redaktor. Roku 1937 měl v Paříži první samostatnou výstavu v galerii Pierre. Za války obrátil svou pozornost k literatuře. Jeho dílo bylo nacisty zakázáno, což mu paradoxně dopomohlo k popularitě.
Roku 1948 tragicky zahynula jeho žena, když vzplály její večerní šaty a ona zemřela na následky popálenin. Po této události se Michaux upnul k tvorbě a také k drogám. V 50. letech užíval meskalin. Pod jeho vlivem se výrazně změnil jeho styl, stal se přímočařejším. S mezcalinem experimentoval deset let. I kvůli tomu brzy patřil ke kultovním postavám hnutí Beatniků.
V roce 1955 získal francouzské občanství. Roku 1965 získal Velkou francouzskou cenu za literaturu. Odmítl ji však přijmout s tím, že není spisovatel, ale pouze zaznamenává své vnitřní pochody.

## Dílo
Z jeho díla se staly nejznámějšími jeho knihy věnované ezoterismu a mystice (byl silně ovlivněn buddhismem). Z beletrie se proslavily jeho příběhy o panu Plumeovi, který bývá považován za jednoho z nejzvláštnějších hrdinů světové literatury. Psal také básně a cestopisy (Japonsko, Nepál, Cejlon, Čína, Indie, Ekvádor, Brazílie). V malířství je jeho dílo řazeno k tzv. Informelu.

### Česky vyšlo
- Jistý Plume (Un certain Plume), překlad: Patrik Ouředník, Praha : Volvox Globator, 1995
- Prostor uvnitř (výbor z básnického i prozaického díla), překlad: Václav Jamek, Praha: Mladá fronta 2000; Cena Josefa Jungmanna 2000 pro překladatele
- Barbar v Asii (Un barbare en Asie), překlad: Hana Zahradníčková, Kutná Hora: Tichá Byzanc, 2010
- Cesta nepoddajnosti (Une voie pour l'insubordination), překlad: Tereza Maňhalová, Praha: Rubato 2011
- Tvář se ztracenými ústy (výbor z díla), překlad: Jan Vladislav, Praha: Malvern 2014
- Ecuador (Ecuador), překlad: Moe Binarová, Lukáš Prokop, Praha: Rubato 2017